# Anthony Stewart
Anthony Stewart, född 5 januari 1985 i LaSalle, Québec, är en kanadensisk professionell ishockeyforward som spelar för Jonquière Marquis i Ligue Nord-Américaine de Hockey (LNAH). Stewart valdes av Florida Panthers som 25:e spelare totalt i NHL-draften 2003. 
Hans bror är ishockeyspelaren Chris Stewart som spelar i Minnesota Wild i NHL.

## Statistik

### Klubbkarriär
| 2000–01    | North York Canadiens  | GTHL       | 34  | 30 | 70 | 100 | —   | —  | — | — | —  | — |
| 2000–01    | St. Michael's Buzzers | OPJHL      | 5   | 0  | 2  | 2   | 0   | —  | — | — | —  | — |
| 2001–02    | Kingston Frontenacs   | OHL        | 65  | 19 | 24 | 43  | 12  | 1  | 0 | 0 | 0  | 0 |
| 2002–03    | Kingston Frontenacs   | OHL        | 68  | 32 | 38 | 70  | 47  | —  | — | — | —  | — |
| 2003–04    | Kingston Frontenacs   | OHL        | 53  | 35 | 23 | 58  | 76  | 5  | 3 | 4 | 7  | 7 |
| 2004–05    | Kingston Frontenacs   | OHL        | 62  | 32 | 35 | 67  | 70  | —  | — | — | —  | — |
| 2004–05    | San Antonio Rampage   | AHL        | 10  | 1  | 2  | 3   | 14  | —  | — | — | —  | — |
| 2005–06    | Rochester Americans   | AHL        | 4   | 2  | 3  | 5   | 0   | —  | — | — | —  | — |
| 2005–06    | Florida Panthers      | NHL        | 10  | 2  | 1  | 3   | 2   | —  | — | — | —  | — |
| 2006–07    | Rochester Americans   | AHL        | 62  | 13 | 14 | 27  | 64  | 6  | 2 | 0 | 2  | 2 |
| 2006–07    | Florida Panthers      | NHL        | 10  | 0  | 1  | 1   | 2   | —  | — | — | —  | — |
| 2007–08    | Rochester Americans   | AHL        | 54  | 13 | 18 | 31  | 61  | —  | — | — | —  | — |
| 2007–08    | Florida Panthers      | NHL        | 26  | 0  | 1  | 1   | 0   | —  | — | — | —  | — |
| 2008–09    | Florida Panthers      | NHL        | 59  | 2  | 5  | 7   | 34  | —  | — | — | —  | — |
| 2009–10    | Chicago Wolves        | AHL        | 77  | 13 | 18 | 31  | 67  | 13 | 9 | 3 | 12 | 6 |
| 2010–11    | Atlanta Thrashers     | NHL        | 80  | 14 | 25 | 39  | 55  | —  | — | — | —  | — |
| 2011–12    | Carolina Hurricanes   | NHL        | 77  | 9  | 11 | 20  | 30  | —  | — | — | —  | — |
| NHL totalt | NHL totalt            | NHL totalt | 262 | 27 | 44 | 71  | 123 | —  | — | — | —  | — |

## Klubbar
- North York Canadiens 2000–01
- Kingston Frontenacs 2001–2005
- San Antonio Rampage 2005
- Rochester Americans 2005–2008
- Florida Panthers 2005–2009
- Chicago Wolves 2009–10
- Atlanta Thrashers 2010–11
- Carolina Hurricanes 2011–